# Антоније Знорић
Антоније Знорић (умро 21. септембра 1695) је био аустријски војсковођа и командант Српске милиције током Великог бечког рата.

## Каријера
Рођен је у Внорови у Хабзбуршкој монархији, почетком 17. века. Имао је брата Страхињу.
Током Великог бечког рата, Срби су пружили велику помоћ аустријској војсци. Османско царство трпи поразе на почетку рата, нарочито у опсади Беча (1683), опсади Београда (1688) и пада Босне (1689). Међутим, избијање Деветогодишњег рата на истоку довело је до преласка иницијативе на страну Османлија. Упркос постојању два фронта, аустријска врховна команда планирала је офанзивне активности против Турака, ослањајући се на српске војнике који су чинили новоформирану Српску милицију.
Године 1689. Лудвиг Вилхелм Баденски именован је за главнокомандујућег царске армије. Пре инвазије, Баденски је регрутовао српске побуњенике широм Балкана, стварајући пешадијске јединице (хајдуке) и коњичке јединице (хусаре). Након победе код Ниша (1689), овај значајан град пао је у аустријске руке. Аустријска војска тада је подељена на два дела. Један део, под Баденским, кренуо је долином Тимока ка Видину, док је остатак (3.700 људи) под Пиколоминијем кренуо ка Прокупљу.
Већи део Пиколоминијевих снага били су припадници Српске милиције под Антонијем Знорићем. Османске снаге су 29. октобра поразиле Аустријанце код Драгомана и кренуле ка Призрену. Целокупне хришћанске снаге састојале су се од Пиколоминијевог пука и 2.500 припадника Српске милиције под Знорићем. Повукли су се пре доласка Турака у Призрен. Знорић се прво повукао у Београд, а затим се по Пиколоминијевом наређењу вратио у Ниш. Приликом повлачења спалио је Прокупље. Јануара 1690. године Знорић односи победу у бици, а 15. марта напада Пећ. Након што се из Пећи вратио у Нишку Бању, Знорић је нанео пораз Турцима у Пернику код Софије (20. март) и вратио се у Пирот са ратним пленом. Након повлачења аустријских трупа из Србије у Банат (1690), Знорић је именован за команданта Карансебеша који је постао његово место боравка, а Српска милиција је и даље била под његовом директном контролом. Односи победу почетком септембра 1691. године на подручју Ђердапске клисуре и још једну новембра исте године на подручју Карансебеша. На пролеће 1694. године коњичка јединица од 2.000 Срба стављена је под његову команду. Знорић је 11. маја унапређен у чин потпуковника. Почетком јула Знорић и његова јединица упадају на територију Османског царства и уништавају мост на Морави, пљачкају пет османских бродова који су пловили Дунавом преносећи муницију и потапају два брода. Дворски ратни савет послао је упутства Знорићу за даље активности. Он се 31. јула жалио да располаже са свега 1.000 војника јер су људи почели да га напуштају пошто нису добијали плате. Након приговора Знорића, Ратно веће исплатило је заостале плате српским војницима. Знорић је страдао у бици код Лугоша 21. септембра 1695. године.